# Daniel Fowler
Daniel Fowler (Champion Hill, 10 de Fevereiro de 1810 – Amherst Island, 1894) foi um pintor inglês que imigrou para o Canadá em 1843.
A sua obra (aguarelas) foca em especial a vida rural canadiana.